# Adoretus griseosetosus
Adoretus griseosetosus är en skalbaggsart som beskrevs av Nonfried 1891. Adoretus griseosetosus ingår i släktet Adoretus och familjen Rutelidae. Inga underarter finns listade i Catalogue of Life.